# Макмагон, Артур Генри
Сэр Артур Генри Макмагон (англ. Arthur Henry McMahon, 28 ноября 1862 — 29 декабря 1949) — британский офицер и колониальный администратор.

## Ранние годы
Родился 28 ноября 1862 году в Шимле в Британской Индии, его отцом был подполковник Чарлз Александр Макмагон (геолог, комиссар Лахорского подразделения провинции Пенджаб). Вступил в Индийскую армию, в 1882 году получил звание лейтенанта, в 1894 году стал Компаньоном Выдающегося Ордена Индийской империи. В 1895 году получил звание капитана, в 1897 году стал Компаньоном Высочайшего Ордена Звезды Индии. В 1901 году получил звание майора, в 1906 году стал Рыцарем-Командором Выдающегося Ордена Индийской империи.

## Индия
С 2 апреля 1907 года по 3 июня 1909 года Артур Генри Макмагон был Главным Комиссаром Белуджистана. В 1909 году был произведён в подполковники. С 6 сентября 1909 года по 25 апреля 1911 года вновь был Главным Комиссаром Белуджистана. В 1911 году по случаю Делийского дарбара стал Рыцарем Великого Креста Королевского Викторианского ордена.

## Китай
В 1911 году в Цинской империи произошла Синьхайская революция, и Тибет попытался воспользоваться этим, чтобы заявить себя как независимое государство. В 1913 году британские чиновники собрались в Шимле, чтобы обсудить статус Тибета; помимо британцев, на конференции также присутствовали китайские и тибетские представители. К подписанному в 1914 году соглашению прилагалась карта мелкого масштаба, на которой рукой Макмагона была проведена линия границы между Тибетом и Британской Индией, ставшая известной как «Линия Мак-Магона».

## Ближний Восток
С 9 января 1915 года Артур Генри Макмагон стал британским Верховным Комиссаром Египта, и занимал эту должность до 1 января 1917 года. На этой должности он во второй половине 1915 года вёл 
интенсивную переписку с шерифом Мекки Хусейном ибн Али; высказанные в этих письмах обещания были восприняты арабами как официальное соглашение между ними и Великобританией, и привели к восстанию арабов против Оттоманской империи.
В 1916 году Артур Генри Макмагон вышел в отставку.